# Григорьева, Ренита Андреевна
Рени́та Андре́евна Григо́рьева (13 июля 1931, Москва — 19 января 2021) — советская и российская киноактриса, режиссёр документального и игрового кино, сценаристка, писательница, общественная деятельница. Лауреат Государственной премии СССР (1983).

## Биография
Родилась в Москве в семье учёного-агронома.
В 1955 году окончила исторический факультет МГУ имени М. В. Ломоносова, в 1959 году — режиссёрский факультет ВГИКа (мастерская С. А. Герасимова и Т. Ф. Макаровой).
В 1954 году приняла участие в съёмках фильма «Надежда», в 1956 году — в съёмках фильма «Тихий Дон» (режиссёр С. А. Герасимов). До 1963 года работала на ЦСДФ, затем на киностудии имени М. Горького. Большинство документальных фильмов и все игровые сняты вместе с мужем, Ю. В. Григорьевым.
Автор книги воспоминаний — «На пути к Дому (Сибирские дневники)» (2006) о многих ранее неизвестных широкому кругу читателей фактах из жизни Василия Шукшина.
Член Союза кинематографистов СССР, России, секретарь правления СК СССР с 1986 года. Член Гильдии кинорежиссёров России.

## Общественная деятельность
Автор публикаций в периодических изданиях, докладов на конференциях и конгрессах в сфере культуры и кинематографии. Участвовала в миротворческой деятельности, в программе «Возрождение малых городов», в организации и проведении юбилея Куликовской битвы (вместе с В. Г. Распутиным, В. Н. Крупиным, 1980), в освоении творческого наследия Н. К. Рериха. С 1976 года — председатель Елецкого международного землячества, содействовала созданию центра православной культуры в Ельце.
Скончалась 19 января 2021 года в Москве.

## Семья
- отец — Андрей Семёнович Шамшин (1903—1972), учёный-агроном;
- мать — Нина Васильевна Попова (1908—1994), партийный и общественный деятель;
- муж — Юрий Григорьев (род. 1932), кинорежиссёр, сценарист;

- сын — Василий Григорьев (род. 1958), режиссёр, теле- и кинопродюсер.

## Фильмография
Актриса
- 1964 — Живёт такой парень — городская женщина

Режиссёр
- 1958 — Дорога на фестиваль (совместно с Ю. Григорьевым)
- 1959 — Утро нашего города (совместно с Ю. Григорьевым, Ф. Довлатяном, Л. Мирским)
- 1960 — Слово предоставляется студентам (совместно с Ю. Григорьевым)
- 1962 — Венский лес (совместно с Ю. Григорьевым)
- 1966 — Сердце друга (совместно с Ю. Григорьевым)
- 1981 — 9 мая в Сростках
- 1981 — Праздники детства
- 1983 — На родине Шукшина
- 1985 — Говорит Москва (совместно с Ю. Григорьевым)
- 1987 — Жизнь одна…
- 1988 — По следам фильма «Молодая гвардия» (совместно с Ю. Григорьевым)
- 1990 — Мальчики (совместно с Ю. Григорьевым)
- 1999 — Елец православный

Сценарист
- 1958 — Дорога на фестиваль
- 1962 — Венский лес
- 1975 — Крестьянский сын
- 1976 — Николай Рерих (совместно с Л. Шапошниковой)
- 1981 — Праздники детства
- 1983 — Закон Вернадского
- 1985 — Говорит Москва
- 1985 — Солдаты Орловы
- 1987 — Жизнь одна… (совместно с Ю. Григорьевым)
- 1988 — Именем Шукшина
- 1990 — Мальчики

## Награды и премии
- Государственная премия СССР (1983) — за художественный фильм «Праздники детства» (1981)[6]
- Орден «За заслуги перед Алтайским краем» II степени (Алтайский край, 2009)[7]
- Медаль «За заслуги перед обществом» (Алтайский край, 8 июля 2016) — за большой вклад в развитие культуры края и в связи с 85-летием со дня рождения